# مارسل (کالیفرنیا)
مارسل (به انگلیسی: Marcel) یک منطقهٔ مسکونی در ایالات متحده آمریکا است که در شهرستان کرن، کالیفرنیا واقع شده‌است. مارسل ۹۸۹ متر بالاتر از سطح دریا واقع شده‌است.